# Turbinella wilsoni
Turbinella wilsoni är en snäckart som beskrevs av Conrad 1847. Turbinella wilsoni ingår i släktet Turbinella och familjen Turbinellidae. Inga underarter finns listade i Catalogue of Life.